# 皇姑区
皇姑区（こうこ-く）は中華人民共和国遼寧省瀋陽市に北西部に位置する市轄区。

## 歴史
1911年（宣統3年）、京奉線が敷設された際、旧来の皇姑墳より皇姑屯と改称。1938年（康徳5年）、奉天市公署により皇姑区が設置された。
区名は簡儀親王の墓が、皇帝の姑の墓と伝承されていたことによる。実は簡儀親王の墓で、ヌルハチの弟である荘親王シュルハチの第8王子で鑲藍旗に属した人物である。
1928年6月4日の張作霖爆殺事件の現場でもある。

## 行政区画
10街道弁事処を管轄する。
- 街道弁事所：北塔街道、三台子街道、黄河街道、華山街道、明廉街道、新楽街道、舎利塔街道、陵東街道、四台子街道、鴨緑江街道

## 交通

### 鉄道
- 中国国家鉄路集団
  - 京哈線
    - 皇姑屯駅
- 瀋陽地下鉄
  - 2号線
  - 9号線

### 道路
- 高速道路
  -  瀋陽環状高速道路
- 国道
  -  G101国道
  -  G102国道

### バス
- 瀋陽長距離旅客総站（崇山東路15号）

## 観光
- 昭陵（北陵）
- 護国法輪寺（北塔）
- 新楽遺跡